# Knox megye (Kentucky)
Knox megye az Amerikai Egyesült Államokban, azon belül Kentucky államban található. Megyeszékhelye és legnagyobb városa Barbourville. Lakosainak száma 30 193 fő (2020. április 1.). Knox megye Clay, Bell, Whitley és Laurel megyékkel határos.

## Népesség
A megye népességének változása:
| Lakosok száma | 31 883 | 32 065 | 31 697 | 31 790 | 31 730 | 30 193 |
|               | 2010   | 2011   | 2012   | 2013   | 2015   | 2020   |